# Daltonia baumgartneri
Daltonia baumgartneri är en bladmossart som beskrevs av J. Fröhlich 1953. Daltonia baumgartneri ingår i släktet Daltonia och familjen Daltoniaceae. Inga underarter finns listade i Catalogue of Life.